# Vic Emery
Victor "Vic" Emery, född 28 juni 1933 i Montréal, är en kanadensisk före detta bobåkare.
Emery blev olympisk guldmedaljör i fyrmansbob vid vinterspelen 1964 i Innsbruck.